# Challenger of Boca Raton 2003
Il Challenger of Boca Raton 2003 è stato un torneo di tennis facente parte della categoria ITF Women's Circuit nell'ambito dell'ITF Women's Circuit 2003. Il montepremi del torneo era di $10 000 e si è svolto nella settimana tra il 13 gennaio e il 19 gennaio 2003 su campi in cemento. Il torneo si è giocato a Boca Raton negli Stati Uniti.

## Vincitori

### Singolare
Marija Kirilenko ha sconfitto in finale  Sonya Jeyaseelan con il punteggio di 6–3, 6–0.

### Doppio
Sandra Cacic /  Sonya Jeyaseelan hanno sconfitto in finale  Shenay Perry /  Ljudmila Skavronskaja con il punteggio di 7–5, 6–2.